# Lindenberg-Medaille
Die Lindenberg-Medaille ist eine Auszeichnung für außergewöhnliche Leistungen auf dem Gebiet der philatelistischen Forschung beziehungsweise Literatur. Sie ist eine der weltweit bedeutendsten Preise auf diesem Gebiet. Manchmal wird sie sogar als „Nobelpreis der Philatelisten“ bezeichnet.
Der „Berliner Philatelisten-Klub“ benannte die Medaille  nach dessen ehemaligen Vorsitzenden Carl Lindenberg und stiftete sie ab 1905 zu seinen Ehren. Den ursprünglichen Prägestempel fertigte der herzoglich-sächsischen Hofmedailleur Max von Kawaczynski an. Wegen des Ausbruchs des Ersten Weltkriegs gaben Castle, Evans, Bacon und auch Hanciau ihre Medaillen zurück. Zwischen 1906 und 1943 verlieh sie der Klub an 30 Philatelisten.
Revers der Medaille war der Zweck der Ehrung in Großbuchstaben angegeben: „Für Hervorragende Dienste auf dem Gebiet der Philatelie“ und als Stifter der „Berliner Philatelisten Club eV“. Rund um das abgebildete Stadtwappen Berlins, ein Bär mit heraldischer Mauerkrone, wie es von 1883 bis 1920 verwendet wurde, stand ein Ehrenkranz. Darüber befand sich das heraldische Symbol für Klugheit und Weisheit, die Eule. Sie saß auf einem aufgeschlagenen Buch (Katalog oder Album). Da Ganze war geschmückt mit Zweigen einer Eiche, wohl als Sinnbild für Beständigkeit der Briefmarken-Sammelnden. Das Datum „16.1.1888“ im Medaillenbild verwies auf die Gründung des „Berliner Philatelisten-Klub“ durch den Richter Carl Lindenberg (Avers). Unterhalb des Wortes „VERLIEHEN“ ließ der Künstler Raum für eine Ergänzung und gravierte zusätzlich am Medaillenrand seinen eigenen Vor- und Zunamen in Schreibschrift sehr klein ein.
Der Prägestempel wurde im Zweiten Weltkrieg zerstört, dadurch vergab der Verein diese Ehrung für eine längere Zeit nicht mehr.
Seit 1981 wird die Auszeichnung vom „Berliner Philatelisten-Klub“ erneut verliehen. Den neuen Prägestempel ließ der Klub mit Hilfe der Originalmedaille von Dr. Emilio Diena nachmachen.

## Preisträger
1. Emilio Diena (Italien), 1906
2. Jacques Legrand (Frankreich), 1906
3. Sir Edward Denny Bacon (England), 1906
4. Theodor Haas, 1906
5. Louis Hanciau (Belgien), 1907
6. Edward Benjamin Evans (England), 1908
7. Hans Kropf (Österreich-Ungarn), 1909
8. Marcellus Purneil Castle (England), 1909[7]
9. Pierre Mahé (Frankreich), 1910
10. Franz Kalckhoff (Deutschland), 1911
11. Axel Baron de Reuterskiold (Schweden/Schweiz), 1912
12. Victor Suppantschitsch (Österreich-Ungarn), 1913
13. José Marcó del Pont (Argentinien), 1914
14. Arthur Ernst Glasewald, 1920
15. Paul Ohrt, 1923
16. Hugo Griebert (Großbritannien), 1924
17. Herbert Munk, 1925
18. Charles Lathrop Pack (USA), 1926
19. Hugo Krötzsch, 1928
20. Jean-Baptiste Robert (Niederlande), 1930
21. Walter Dorning Beckton (England), 1931
22. Carroll Chase (USA), 1932
23. Siegfried Ascher, 1933
24. Thomas William Hall (Großbritannien), 1934
25. Carl Schmidt, 1935
26. Eugen Derocco (Jugoslawien), 1936
27. Tracey Woodward (Großbritannien), 1937
28. August Dietz (USA), 1938
29. Erich Stenger, 1939
30. Nils Strandell (Schweden), 1943
31. John Robert Boker, Junior (USA), 1981
32. Carlrichard Brühl, 1981
33. León Dubus, 1981
34. Soichi Ichida (Japan), 1981
35. Robson Lowe, 1981
36. Eduard Peschl, 1981
37. Herbert J. Bloch (USA), 1982
38. Hans Grobe, 1982
39. Ronald A.G. Lee, 1983
40. Joseph Schatzkès, 1983
41. Enzo Diena (Italien), 1984
42. Horst Aisslinger, 1985
43. Hermann Branz, 1986
44. Bernard A. Hennig, 1987
45. Horst G. Dietrich, 1988
46. John B. Marriott, 1988
47. Arthur Salm, 1988
48. Hans Hunziker, 1993
49. Wolfgang Diesner, 1999
50. Edgar Kuphal, 1999
51. Jane Moubray, 2003[8]
52. Fritz Heimbüchler, 2003[8]
53. Rolf-Dieter Jaretzky, 2003[8]
54. Heinz Jaeger, 2007[9]
55. Wolfgang Hellrigl, 2007[9]
56. Peter Koegel, 2007[9]
57. James Van der Linden, 2008[10]
58. Paolo Vollmeier (Schweiz), 2008[11]
59. Renate und Christian Springer, 2009[11]
60. Friedrich Nölke, 2010[11]
61. Patrick Pearson, 2011[12]
62. Wolfgang Maassen, 2012[12]
63. Robert P. Odenweller, 2013[12]
64. Kees Adema, 2013[12]
65. Arnim Knapp, 2015[13]
66. Leo de Clercq, 2016[13]
67. Wolfgang Bauer, 2017[13]
68. Karlfried Krauß, 2018[13]
69. Karl-Albert Louis, 2018[13]
70. Cheryl Ganz, 2019[14]
71. Hans-Joachim Holz, 2020[14]
72. Tomas Bjäringer, 2021[14]
73. Andreas Hahn, 2022[14]
74. Patrick Maselis, 2023[14]